# Эс-Салихия
Эс-Салихия (араб. الصالحية‎) — поселок в восточной Сирии, расположен на западном берегу Евфрата к югу от Дейр-эз-Зора.

## История
24 января 2017 года окрестности поселка бомбили ВКС России, уничтожая позиции боевиков. В октябре 2017 года боевики ИГИЛ ещё удерживали контроль над поселком.
4 декабря 2017 года освобожден правительственными войсками, после чего здесь функционировал Объединённый оперативный штаб по координации действий между российскими военными и представителями Восточных племен Евфрата.